# Rhamphidarpina
Rhamphidarpina är ett släkte av mångfotingar. Rhamphidarpina ingår i familjen Odontopygidae.
Kladogram enligt Catalogue of Life:
| Rhamphidarpina | \| \| Rhamphidarpina dorsosulcata \| \| \| \| \| \| Rhamphidarpina petigaxi \| \| \| \| |
|                | \| \| Rhamphidarpina dorsosulcata \| \| \| \| \| \| Rhamphidarpina petigaxi \| \| \| \| |
|                | Rhamphidarpina dorsosulcata                                                             |
|                |                                                                                         |
|                | Rhamphidarpina petigaxi                                                                 |
|                |                                                                                         |